# Johann Christoph Dietzsch
Johann Christoph Dietzsch (* 9. März 1710 in Nürnberg; † 11. Dezember 1769 ebenda) war ein deutscher Zeichner, Kupferstecher und Maler.

## Leben

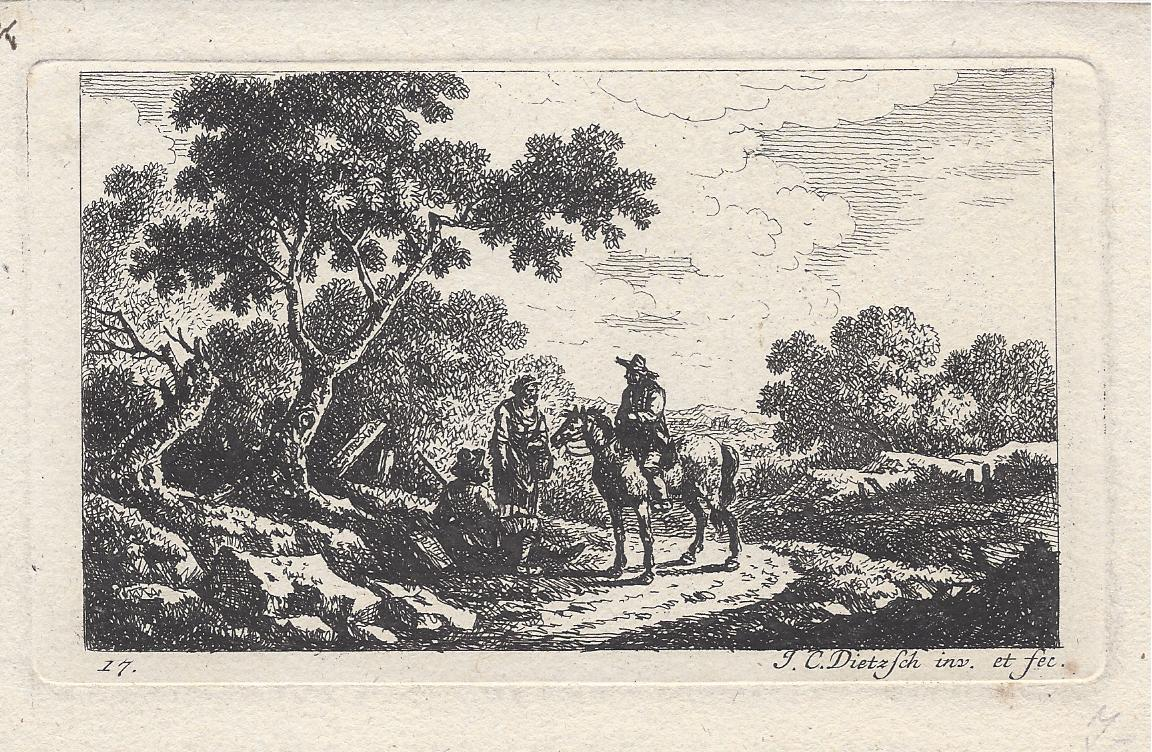
Johann Christoph Dietzsch: Kupferstich um 1760

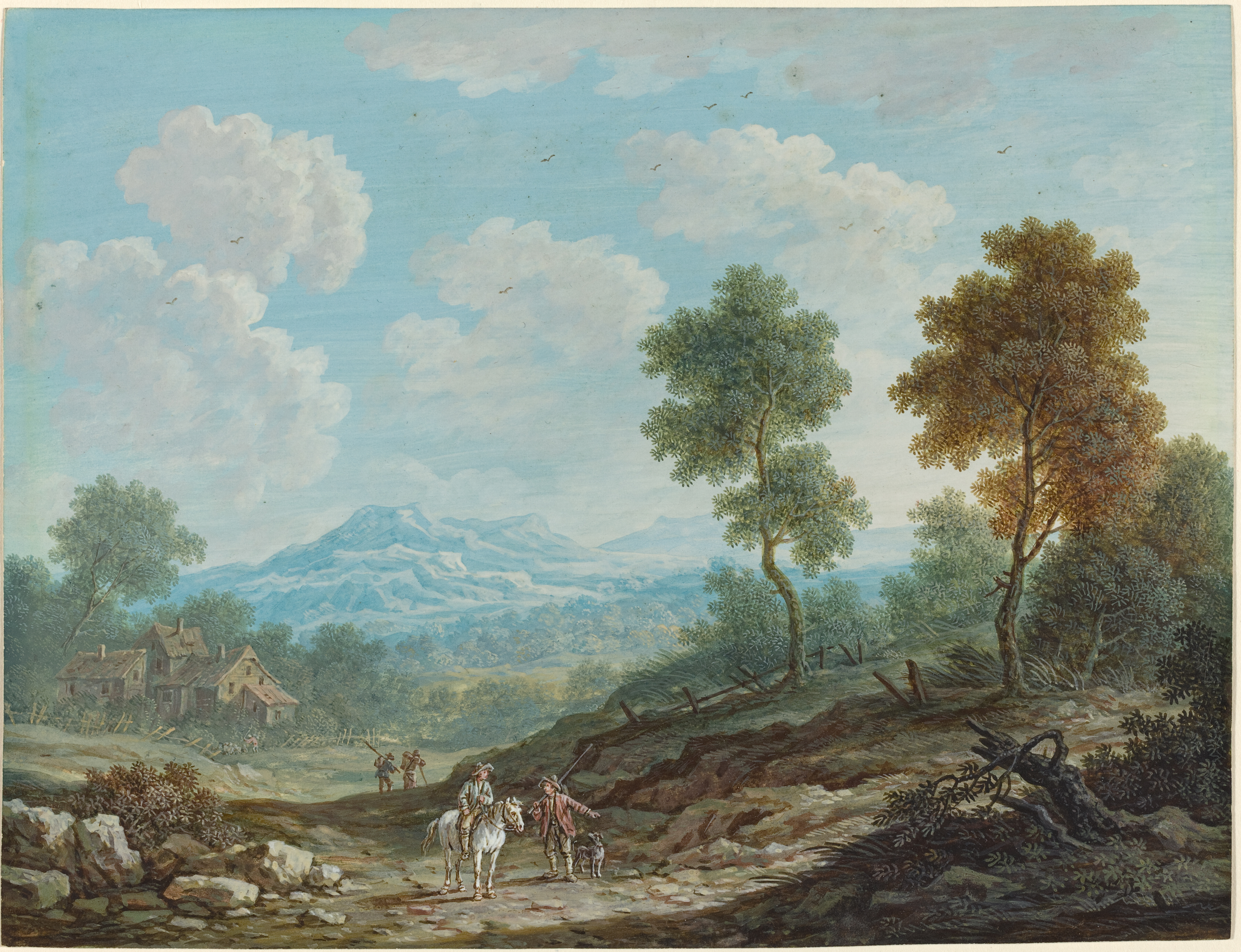
Reisende in einem weiten Tal, Gouache, etwa 1750

Johann Christoph Dietzsch wurde am 9. März 1710 als Nachkomme einer Nürnberger Künstlerfamilie geboren. Auch der Vater Johann Israel Dietzsch (1681–1755), die Geschwister Barbara Regina Dietzsch (1706–1783), Georg Friedrich Dietzsch (1717–1755), Johann Albert Dietzsch (1720–1784), Johann Jakob Dietzsch (1713–1786), Johann Sigmund Dietzsch (1707–1775) und Margaretha Barbara Dietzsch (1726–1795) wirkten in Nürnberg als Zeichner, Kupferstecher und Maler. Die Familie Dietzsch war ortsständig und verließ Nürnberg auch bei guten Angeboten nicht. Zwischen 1730 und seinem Tod 1769 fertigte Dietzsch Zeichnungen, Aquarelle, Kupferstiche und Malereien mit Deckfarben. Vorwiegend stellte er Landschaften mit ländlicher Staffage dar. Im Dezember 1769 verstarb Johann Christoph Dietzsch in Nürnberg.
Johann Christoph Dietzsch veröffentlichte mehrere Kupferstichfolgen, darunter bei Knorr eine Serie mit sechs großen Landschaftsradierungen, eine Serie mit 41 kleineren Blättern, die er mithilfe des Bruders Johann Albrecht herausgab, elf Blätter mit Darstellungen der Stadt Nürnberg sowie dreißig Blätter mit Künstlerporträts. Als Aquarellist und Deckfarbenmaler fertigte Johann Christoph Dietzsch Blumen- und Genrestücke im niederländischen Stil. Maria Catharina Prestel stach nach ihm eine Folge von sechs Blättern mit Landschaftsdarstellungen.
Die Arbeiten von Johann Christoph Dietzsch waren in seiner Zeit angesehen und begehrt. Johann Christoph Dietzsch besaß ein in seiner Zeit bekanntes Naturalien- und Kuriositätenkabinett.

## Auktionen
- 1825 in Nürnberg: 2. Bl. Landschaften, Gegenstücke; waldige Gegenden mit Figuren.
  - 2 Bl. andere Landschaften, Gegenstücke von gleicher Behandlung.
  - 2 Bl. andere dergleichen, mit der Feder gezeichnet und getuscht.
  - Ansicht einer Ruine, derjenigen des Colisäums ähnlich.
  - 2 Bl. Gruppen von Landleuten in Landschaften.[2]